# Rousserolle de Rodrigues
Acrocephalus rodericanus
Espèce
Statut de conservation UICN

 NT  : Quasi menacé
Statut CITES
La Rousserolle de Rodrigues (Acrocephalus rodericanus) est une espèce de passereaux de la famille des Acrocephalidae endémique de l'île de Rodrigues en république de Maurice. Elle est aussi appelée Fauvette-marais des Mascareignes, Rousserolle de l'île Rodriguez et Rousserolle de Rodriguez.

## Répartition
Cette espèce est endémique de l'île de Rodrigues situé dans l'archipel des Mascareignes. Cette île est un territoire de Maurice.